# Anthomyiopsis nigra
Anthomyiopsis nigra är en tvåvingeart som först beskrevs av Baranov 1938.  Anthomyiopsis nigra ingår i släktet Anthomyiopsis och familjen parasitflugor. Inga underarter finns listade i Catalogue of Life.